# والیانت (اکلاهما)
والیانت(به انگلیسی: Valliant) شهری در ایالت اکلاهما کشور ایالات متحده آمریکا است که جمعیت آن در سرشماری سال ۲۰۱۰ میلادی، ۷۵۴ نفر بوده‌است.